# Costámero

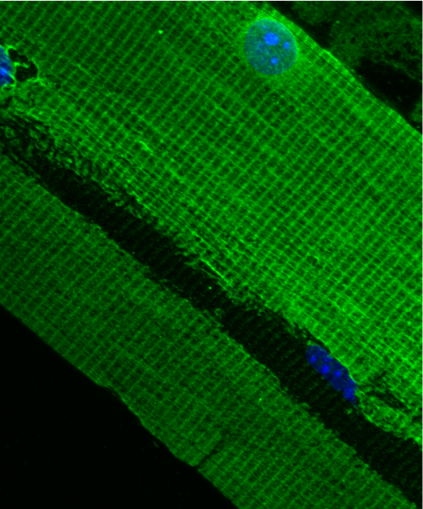
Estructura costamérica en cuádriceps de ratón.

El costámero es un componente estructural y funcional de las células del músculo estriado el cual conecta el sarcómero del músculo a la membrana celular.
Los costámeros son complejos proteicos del subsarcolema alineados en la circunferencia de los discos z de las miofibrillas periféricas. Unen físicamente los sarcómeros, que generan la fuerza, con el sarcolema en las células del músculo estriado. Sin embargo, son considerados uno de los muchos tendones de Aquiles del músculo esquelético, ya que es un componente crítico en la morfología del músculo esquelético. Se cree que su compromiso está involucrado en una serie de miopatías.
El complejo de distrofina-glicoproteína (DCG) contiene una serie de proteínas de membrana, tanto integrales como periféricas, como distroglicanos y sarcoglicanos, los cuales se cree que son responsables de unir el citoesqueleto interno de una miofibrilla individual a proteínas estructurales en la matriz extracelular (como colágeno y laminina). Es por esto que es una función del sarcolema ayudar a unir el sarcómero con el tejido conectivo extracelular. La desmina es una proteína que también puede unirse al complejo DAG. Además algunas regiones de ella se sabe que están involucradas en mecanismos de señalización.